# Werner Danz
Werner Danz (* 3. Juni 1923 in Koblenz; † 18. März 1999 in Bad Kreuznach) war ein deutscher Politiker (FDP). Er wirkte unter anderem als Stadtdirektor, von 1961 bis 1965 als Mitglied des Bundestages und von 1967 bis 1983 des Landtags von Rheinland-Pfalz.

## Leben und Beruf
Nach dem Besuch der Volksschule in Koblenz und dem Abitur 1942 an der Oberschule in Berlin-Steglitz nahm Danz im Wehrdienst bei der Kriegsmarine als Soldat am Zweiten Weltkrieg teil. Er erhielt zuletzt eine Beförderung zum Leutnant der Reserve (Leutnant zur See) und geriet in Gefangenschaft, aus der er 1946 entlassen wurde. Später wurde er in der Bundesmarine Oberstleutnant zur See der Reserve.
Danach nahm Danz ein Studium der Soziologie, Philosophie und Politikwissenschaften an den Universitäten in Mainz und Berlin auf. 1957 wurde er zum Dr. phil. promoviert. Von 1953 bis 1959 war er als Geschäftsführer in der Geschäftsstelle Mainz der Wirtschafts- und Sozialpolitischen Vereinigung in Bonn tätig. 1966 wurde er dort Persönlicher Referent des rheinland-pfälzischen Ministers für Finanzen und Wiederaufbau. Seit 1971 war er Leiter des Amtes für Wirtschafts- und Verkehrsförderung der Stadt Mainz.
Werner Danz war evangelisch, verheiratet und hatte einen Sohn.

## Partei
Danz beantragte am 11. Juli 1941 die Aufnahme in die NSDAP und wurde zum 1. September desselben Jahres aufgenommen (Mitgliedsnummer 8.566.775).
Er schloss sich 1953 der FDP an, war seither hauptamtlich für den FDP-Landesverband Rheinland-Pfalz tätig und fungierte von 1959 bis 1961 als Landesgeschäftsführer der Partei, von 1959 bis 1965 war er Hauptgeschäftsführer des Landesverbands. Von 1974 bis 1983 war er stellvertretender Landesvorsitzender der rheinland-pfälzischen Liberalen. Der Kreisverband Bad Kreuznach wählte ihn zu seinem Ehrenvorsitzenden.

## Abgeordneter
Danz war von 1960 bis 1969 Ratsmitglied der Stadt Bad Kreuznach. Bei der Bundestagswahl 1961 zog er über die Landesliste Rheinland-Pfalz in den Deutschen Bundestag ein, dem er bis 1965 angehörte.
Er war von 1967 bis 1983 Mitglied des Rheinland-Pfälzischen Landtages, dort von 1967 bis 1969 stellvertretender Vorsitzender und anschließend von 1969 bis 1983 Vorsitzender der FDP-Landtagsfraktion. 1982/83 war er erneut Fraktionsvize. Gleichzeitig amtierte er als Vizepräsident des Landtages. Von 1979 bis 1989 gehörte Danz dem Kreistag im Landkreis Bad Kreuznach an. 1979 war er Mitglied der 7. Bundesversammlung.
Daneben war er 1988 bis 1993 Schatzmeister der Vereinigung ehemaliger Mitglieder des Landtags, Mitglied des Kuratoriums der Landeszentrale für politische Bildung, des Rundfunkrats des SWF und des Beirats der Universität Mainz.

## Schriften
- Die »öffentliche Meinung« im Prozess der Meinungsbildung, Diss., Berlin 1957

## Ehrungen
- Bundesverdienstkreuz am Bande (1970)
- Bundesverdienstkreuz 1. Klasse (1975)
- Großes Bundesverdienstkreuz (1982)